# Оболенский-Нелединский-Мелецкий, Платон Сергеевич
Князь  Плато́н Серге́евич Оболе́нский-Нелединский-Мелецкий (1850, Москва — 26 июня 1913 Санкт-Петербург) — генерал-майор. Внук князя А. П. Оболенского и генерал-майора В. П. Мезенцева.

## Биография
Родился 12 (24) июня 1850 года. Сын шталмейстера князя Сергея Александровича Оболенского (1819—1882), принявшего в 1870 году фамилию Оболенского-Нелединского-Мелецкого, и жены его Натальи Владимировны Мезенцевой (1820—1895). Его старшие братья — Владимир и Валериан.
В 1867 году окончил 4-ю Московскую гимназию и поступил в Московский университет. По окончании курса в Московском университете, 28 января 1872 года поступил юнкером в кавалергарды; 26 октября того же года был произведён в корнеты.
Чины: поручик (1876), штабс-ротмистр (1879), полковник (1890), генерал-майор (1896).
В 1874 и 1877 года — делопроизводитель полкового суда. Во время Русско-турецкой войны 16 августа был назначен ординарцем к главнокомандующему. В битве при Филиппополе, 3 января 1878 года, был ранен в ногу; 25 января, прибыв вместе с полковником бароном А. В. Каульбарсом в Константинополь, установил нейтральную полосу (границу) между Албанией и Герцоговиной. За отличие в делах против неприятеля был награждён орденом Св. Анны 3-й и 4-й степеней и орденом Св. Станислава 3-й степени с мечами и бантом.
5 декабря 1878 года назначен адъютантом к великому князю Николаю Николаевичу, а 27 марта 1881 года — адъютантом к великому князю Владимиру Александровичу. С 1 января 1888 по 30 ноября 1896 года заведовал двором великого князя Владимира Александровича; 10 апреля 1890 года был произведён в полковники с зачислением по гвардейской кавалерии. В 1896 году произведён в генерал-майоры с зачислением в запас гвардейской кавалерии.
С 19 февраля 1902 года — почётный опекун.
Умер 26 июня (9 июля) 1913 года.

## Награды
Российской империи:
- Орден Святой Анны 4-й ст. (1877);
- Орден Святого Станислава 3-й ст. с мечами и бантом (1878);
- Орден Святой Анны 3-й ст. с мечами и бантом (1878);
- Орден Святого Станислава 2-й ст. (1883);
- Орден Святой Анны 2-й ст. (1887);
- Орден Святого Владимира 4-й ст. (1894);
- Орден Святого Владимира 3-й ст. (1896).

Иностранные:
- орден Независимой Черногории 4-й ст. (1878),
- сербская золотая медаль «За храбрость» (1879),
- румынский Железный крест (1879);
- прусский орден Красного орла 3-й ст. (1883);
- саксонский орден Альбрехта (1883);
- прусский орден Красного орла 2-й ст. (1888);
- мекленбург-шверинский орден Грифона со звездой (1889),
- сербский орден Таковского креста 2-й ст. (1892) со звездой (1895);
- ольденбургский орден Заслуг герцога Петра-Фридриха-Людвига 1-й ст. (1893),
- бухарский Орден Благородной Бухары 2-й ст. (1893),
- командорский крест датского ордена Данеброг 2-й кл. (1895),
- черногорский Орден Князя Даниила I 2-й ст. (1895);
- большой крест итальянского ордена Короны Италии 2-й ст. со звездой (1895),
- командорский крест ордена Саксен-Эрнестинского дома 1-го кл. (1895),
- мекленбург-шверинский орден Грифона 2-й ст. со звездой (1895);
- мекленбург-шверинский орден Вендской Короны 2-й ст. (1895);
- испанский орден Карла III, 2-й ст. со звездой (1895);
- датский Орден Данеброг 3-й ст. (1895);
- австрийский Орден Железной Короны (1895),
- болгарский орден «За гражданские заслуги» 1-й ст. (1896).

## Семья
С 1888 года был женат на фрейлине Марии Константиновне Нарышкиной (1861—1929), дочери камергера К. П. Нарышкина от брака его с Софьей Петровной Ушаковой. До развода в 1897 году у них родились:
- Сергей (1890—1978), кавалергард, полковник.
- Владимир (1893—1968).